# Aurum (liquore)
L’Aurum è un liquore con una gradazione di 40°, a base di brandy ed infuso di arance. È una specialità di Pescara.
La storica distilleria era presso il Kursaal Pomilio, oggi museo "Aurum - La fabbrica delle idee".

## Caratteristiche
Si abbina molto bene ai dolci, specialmente con il parrozzo, altra specialità di Pescara. Oltre che come bevanda, viene utilizzato anche come ingrediente per i dolci e per bagnare le fette di pan di spagna da usare per fare le torte, o per affogare vari tipi di gelato.

## Storia

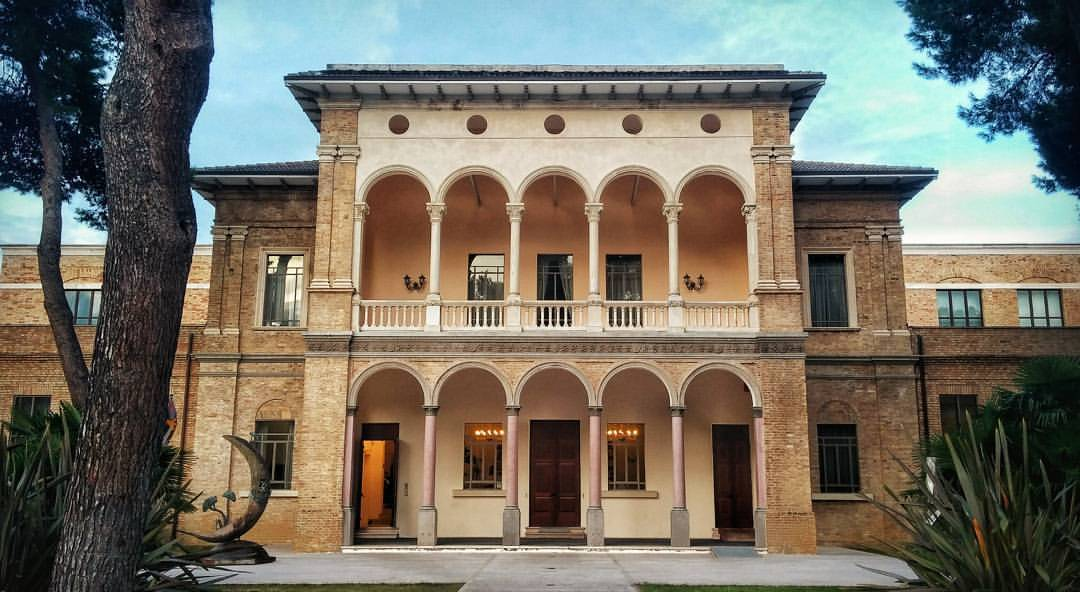
Ex distilleria di Aurum, ora museo Aurum - La fabbrica delle idee e sala convegni, di Pescara

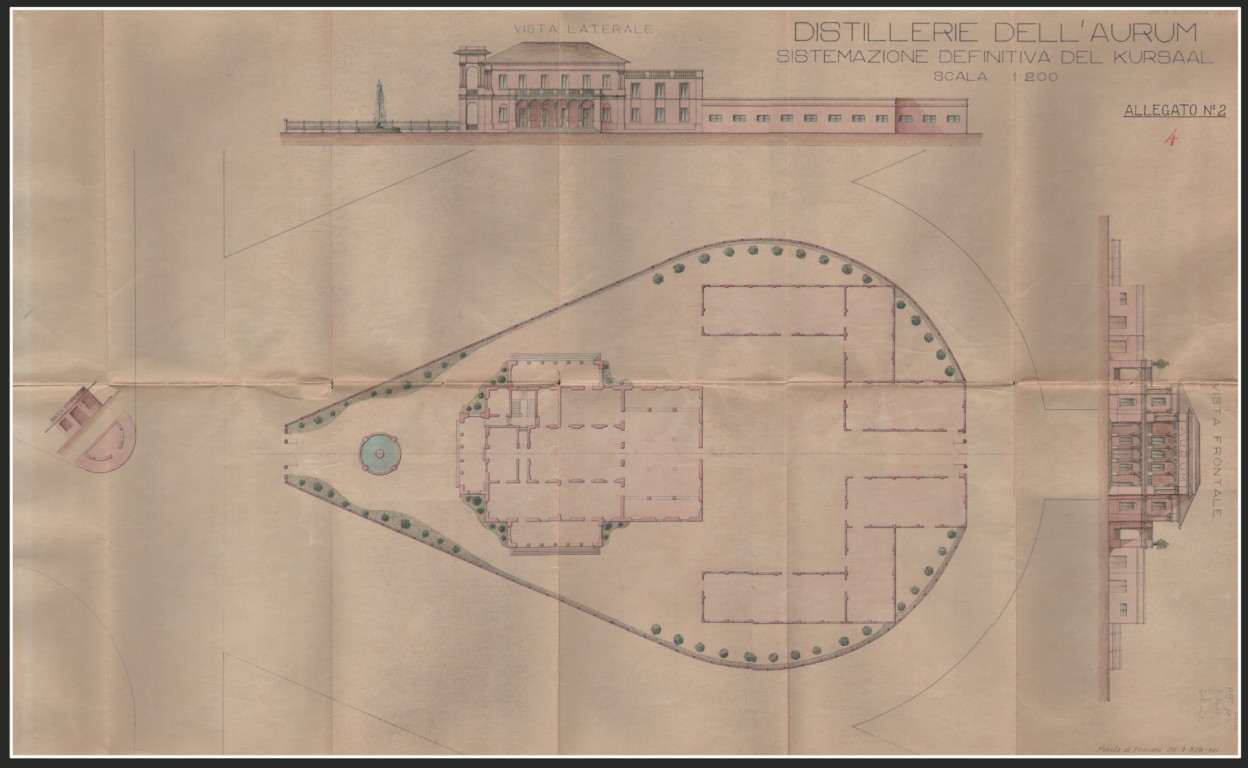
Disegno del progetto di ampliamento della distilleria Pomilio (1938), con l'edificio a ferro di cavallo

Il nome del liquore venne scelto dal fondatore della fabbrica Amedeo Pomilio, su suggerimento dell'amico poeta Gabriele D'Annunzio ai primi del Novecento, in riferimento alle origini romane attribuite alla ricetta. La parola deriva dal gioco delle parole latine aurum, che significa oro, ed aurantium, l'arancio.
La produzione industriale del liquore è iniziata nel 1925. Negli anni trenta, venne costruito il liquorificio, con una struttura a ferro di cavallo disegnata dall'architetto Giovanni Michelucci, esempio di architettura industriale. Agli inizi degli anni settanta, lo stabilimento produttivo è stato trasferito a Città Sant'Angelo,dal 2013 la produzione è stata spostata negli stabilimenti di Saronno per decisione della proprietaria ILLVA Saronno nonostante la produzione nel territorio abruzzese fosse in attivo, come si evince da un articolo de ilsaronno.it del 17 maggio 2013.
La distilleria storica di Pescara, dopo anni di abbandono, è stata recuperata e adibita a centro convegni culturali, mentre lo stabilimento di Città Sant' Angelo anch'essa dopo anni di abbandono ora è sede del gruppo di cantine vinicole Rosarubra Group.

Manifesti pubblicitari
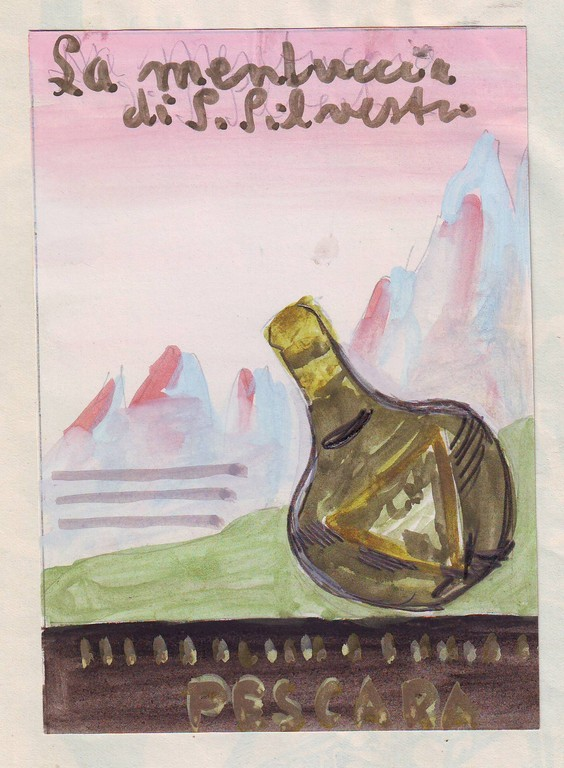
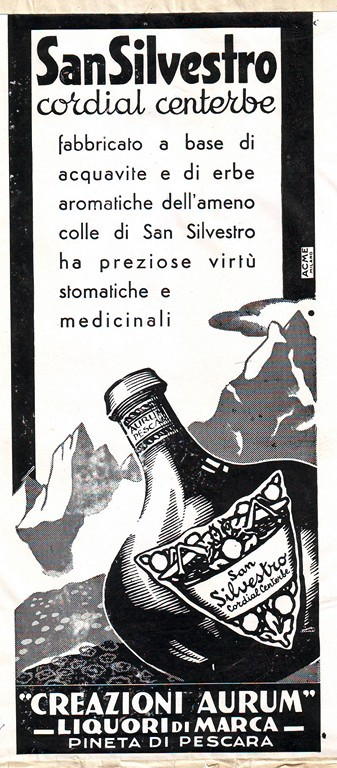
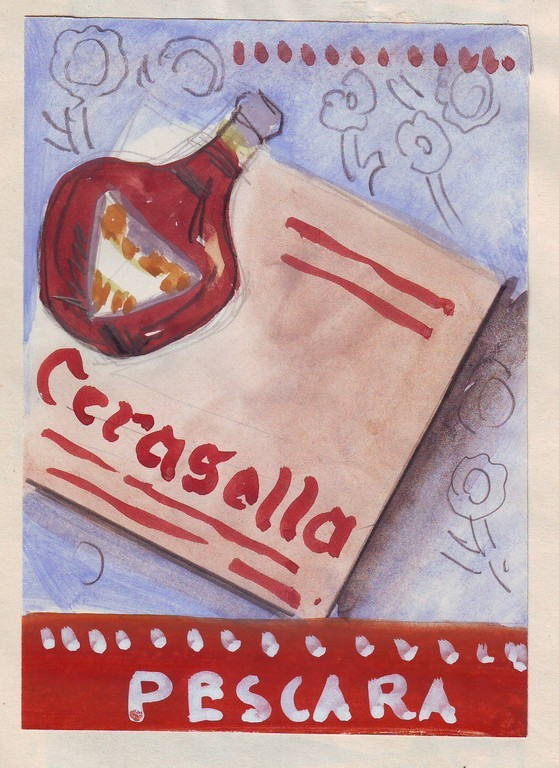
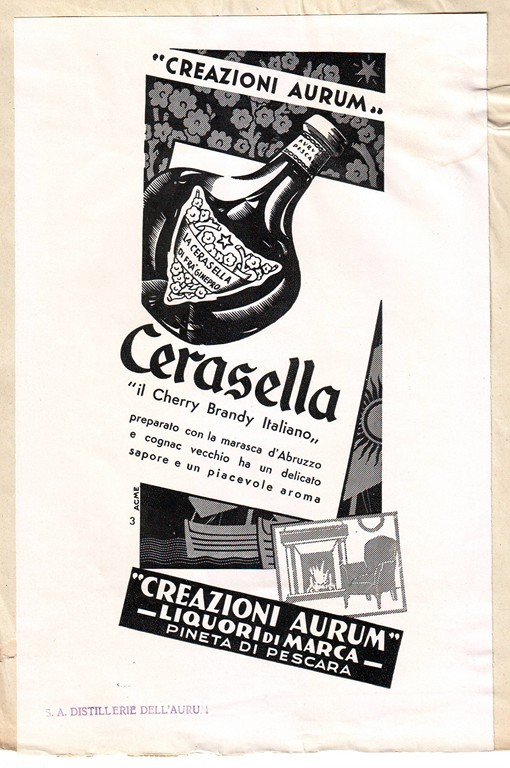

## Archivio
Molti materiali d'archivio e pubblicitari dello stabilimento Aurum e dei liquori da esso prodotti sono conservati presso l'Archivio di stato di Pescara, nel fondo Archivio storico del Comune di Pescara.